# تركيست (سيدي بوتميم)
تركيست هي إحدى مشيخات المملكة المغربية، تتبع جغرافيا لإقليم الحسيمة وإداريًا لسيدي بوتميم. يقدر عدد سكانها بـ 4463 نسمة حسب الإحصاء الرسمي للسكان والسكنى لسنة 2004.